# Двойное членение
Двойно́е члене́ние — возможность сегментации речевого сообщения на единицы, обладающие собственным значением: предложения, синтагмы, слова, морфемы (первое членение) — и на единицы, значение которых сводится к различению значащих единиц: слоги, фонемы (второе членение):18. Наличие двойного членения является одним из отличий человеческого языка от систем коммуникации животных.
Термин «двойное членение» введён А. Мартине, который считал такое членение главным свойством языка. Сам А. Мартине называл результат первого членения (значащие единицы) монемами, а результат второго членения — фонемами.
Двойное членение не следует смешивать с различением плана выражения и плана содержания; понятие двойного членения затрагивает только план выражения и подчёркивает тот факт, что единственной функцией единиц низшего уровня — звуковых — является образование единиц более высокого уровня.

## Значение
Двойное членение позволяет языкам экономно формировать тысячи слов в виде сочетаний звуков из небольшого набора, за счёт чего использование языка человеком согласуется с возможностями его памяти, восприятия и артикуляционного аппарата.